# Tomas H. Jonasson
Thomas Sebastian Michael Henæs Jonasson, känd som Tomas H. Jonasson eller enbart THJ, ogift Hjelm Jonasson, född 27 november 1988 i Vetlanda församling i Jönköpings län, är en svensk speedwayförare. 
Förutom att 2014 ta ett individuellt SM-guld har han tagit fem SM-guld i lag med Elit Vetlanda (tidigare VMS Elit) och ett JSM-guld. Jonasson har även tagit tre SM-brons, JSM-brons, en sjätteplats i JVM (2007) samt en femteplats i JEM (2007). 
2009 körde Jonasson för Elit Vetlanda, Gorzow och Edinburgh Monarchs men bytte klubbar både i Polen och England inför säsongen 2010 till Gdansk respektive Swindon Robins.
Trots sin stundtals våghalsiga körstil har Jonasson varit förhållandevis fri från skador. 2008 bröt han dock benet under den allsvenska finalserien och tvingades att avstå från resten av säsongen. 2009 hamnade han i konflikt med SVEMO då han istället för ett internationellt VM-kval valde att köra en polsk ligamatch. Konflikten slutade med att Jonasson stängdes av en månad. 
2011 var Jonasson var andrareserv i GP-serien.
Jonasson blev under säsongen 2022 avstängd för dopning.